# بورگوس، ایلوکوس شمالی
بورگوس، ایلوکوس شمالی (به لاتین: Burgos, Ilocos Norte) یک منطقهٔ مسکونی در فیلیپین است که در ایلوکوس شمالی واقع شده‌است.